# Opwekking (conferentie)
Opwekking oftewel de Pinksterconferentie van Stichting Opwekking wordt sinds 1971 jaarlijks met Pinksteren gehouden. In 2018 trok dit christelijke en interkerkelijke evenement met een pinksterachtergrond zo'n 75.000 bezoekers, waarmee het het grootste christelijke evenement in Nederland is.

## Ontstaan
In 1971 is de conferentie voor het eerst gehouden in Bennekom, georganiseerd door Peter Vlug. Al snel werd Bennekom te klein. Van 1973 tot 1995 werd de conferentie gehouden op camping De Paasheuvel te Vierhouten. Daarom kwam de conferentie bekend te staan onder de naam Vierhouten. In 1996 vond de conferentie voor het eerst plaats op het evenemententerrein naast Walibi Holland bij Biddinghuizen.
Op de conferentie worden traditiegetrouw nieuwe opwekkingsliederen gepresenteerd. Daarnaast worden er in een grote tent, die plaats biedt aan bijna 10.000 mensen, diensten gehouden met lofzang, aanbidding en preken van diverse Nederlandse en buitenlandse sprekers. Verder zijn er seminars, workshops en een sing-in en is er ruimte voor gebedsgenezing. Voor kinderen, tieners en jongeren zijn er aparte programma's.
Het evenement duurt van de vrijdag voor Pinksteren tot de pinkstermaandag. De conferentie trekt zowel dagbezoekers als kampeerders. In 2012 was er sprake van een recordaantal bezoekers. Directeur Joop Gankema schatte dat er tijdens de hele conferentie 65.000 bezoekers waren geweest en 21.000 kampeerders. Dit record werd in 2018 gebroken toen de conferentie 75.000 bezoekers ontving.
Tijdens de coronacrisis in 2020 mochten er geen evenementen plaats vinden. Stichting Opwekking besloot in plaats daarvan een digitale conferentie te houden.
In 2025 en 2028 wordt de conferentie in het hemelvaartweekend gehouden. Omdat Pinksteren die jaren laat in het seizoen valt zou de opbouwtijd voor festival Defqon.1 op hetzelfde terrein anders in het geding komen.

## In het nieuws
- In 2007 brak stichting Opwekking met de organisatoren van het jeugdprogramma Heavenly Quality, waaronder Marcel Gaasenbeek, vanwege een verschil van inzicht over de leer van pastor Joseph Prince uit Singapore. Deze leer kon op veel bijval rekenen bij de organisatoren van het jongerenprogramma. Volgens Joop Gankema, directeur van Opwekking, waren echter met delen van de leer van Prince "de grondbeginselen van de geloofsleer" in het geding.[4]
- De Milieuwerkgroep Dronten diende in 2012 een bezwaarschrift in tegen de vergunning voor Opwekking 2013. Reden was het versterkte geluid van de conferentie dat de vogels in een nabijgelegen natuurgebied zou storen, midden in hun broedseizoen. In januari 2013 oordeelde de gemeente Dronten echter dat de vergunning op de juiste gronden was verleend.[5]
- Een man die al sinds 1976 op de conferentie als geldteller van de collecte actief was moest zich in februari 2014 voor de rechter verantwoorden. In de loop van de jaren had hij voor bijna 300.000 euro achterovergedrukt. Er werd tegen hem een celstraf van drie jaar geëist.[6] Uiteindelijk werd de collectant tot een half jaar cel veroordeeld.
- In 2018 was de spreker op het hoofdpodium voor het eerst een vrouw: Danielle Strickland uit Canada.[7]
- In 2022 raakte tijdens de conferentie een bezoeker in verwarde toestand vermist.[8] Zijn lichaam werd daags na de conferentie in het water net buiten het terrein aangetroffen.[9]